# ウィグナーの定理
1931年にユージン・ウィグナー (Eugene Wigner)により証明されたウィグナーの定理(Wigner's theorem)は、量子力学の数学的定式化の土台となる定理である。定理は、どのようにして回転・並進のような物理的対称性やCPTが状態のヒルベルト空間上に作用するかを決定する。
定理に従うと、ヒルベルト空間の中ではどのような対称性もユニタリ変換もしくは反ユニタリ変換として作用する。さらに詳しくは、複素ヒルベルト空間 {\displaystyle H} の（必ずしも線型である必要はない）全射 {\displaystyle T\colon H\rightarrow H} が、すべての {\displaystyle x,y\in H} に対して
{\displaystyle |\langle Tx,Ty\rangle |=|\langle x,y\rangle |}
を満たすならば {\displaystyle Tx=\varphi Ux} の形をしていると言っている。
ここに {\displaystyle \varphi } は絶対値 1 の複素数で、{\displaystyle U\colon H\rightarrow H} は考えている系の対称性に依存して、ユニタリかもしくは反ユニタリである。

## 量子力学の対称性
量子力学と量子場理論では、一つの粒子、複数の粒子、場の量子状態は、複素ヒルベルト空間の中のベクトル（ケット)で表される。任意の対称演算子、例えば、｢すべての粒子や場を5秒間時間を前へ進める」とか「ローレンツ変換すべての粒子と場を x 方向へ 5 m/sで移動する」とかは、ヒルベルト空間の上の演算子 T に対応する。この演算子 T は全単射である必要がある。何故ならば、すべての量子状態は互いに変換された対応する状態がユニークである必要があるからである。また、初期状態が {\displaystyle y} 系が状態 {\displaystyle x} である確率は、{\displaystyle |\langle x,y\rangle |^{2}} で与えられる．T は対称演算子なので、初期状態が {\displaystyle Ty} の系が状態 {\displaystyle Tx} である確率は等しいはずである。従って、{\displaystyle |\langle Tx,Ty\rangle |^{2}=|\langle x,y\rangle |^{2}} である。このことから T はウィグナーの定理の仮定に従う。
このようにして、ウィグナーの定理に従い、T はユニタリかもしくは反ユニタリである。上の2つの例(時間の移動とローレンツ変換）では、T はユニタリ演算子に対応する。時間反転対称性 (time-reversal symmetry) 演算子は、反ユニタリ対称演算子の有名な例である。

## 参照項目
- 素粒子物理と表現論（英語版）